# Porto Amboim flygplats
Porto Amboim flygplats är en flygplats i Angola.   Den ligger i kommunen Município Porto Amboim och provinsen Cuanza Sul, i den västra delen av landet, 220 kilometer söder om huvudstaden Luanda. Porto Amboim flygplats ligger 4 meter över havet.
Terrängen runt Porto Amboim flygplats är platt. Havet är nära Porto Amboim flygplats åt nordväst. Närmaste större samhälle är Porto Amboim, 1,2 kilometer söder om Porto Amboim flygplats.
Omgivningarna runt Porto Amboim flygplats är i huvudsak ett öppet busklandskap. Runt Porto Amboim flygplats är det glesbefolkat, med 17 invånare per kvadratkilometer.